# Djebel Dira (Schiff, 1948)
Die Djebel Dira war ein Passagierschiff der französischen Compagnie de Navigation Mixte, das 1948 in Dienst gestellt wurde und bis 1970 im Besitz der Reederei blieb. Danach wurde es nach Griechenland verkauft. Nach einem bei Umbauarbeiten in Perama ausgebrochenen Brand sank das Schiff am 7. Juli 1990.

## Geschichte
Die Djebel Dira entstand unter der Baunummer 1854 bei Swan Hunter in Wallsend und wurde am 25. Februar 1948 vom Stapel gelassen. Benannt wurde das Schiff nach dem Berg Djebel Dira in Algerien. Ab Februar 1948 verkehrte das Schiff zwischen Marseille und Casablanca. Zwischen Januar 1960 und April 1960 wurde das Schiff von der Société Générale de Transport Maritimes gechartert. Am 19. September 1960 kollidierte die Djebel Dira bei La Joliette mit dem Passagierdampfer Sampiero Corso und erlitt auf beiden Seiten Schäden.

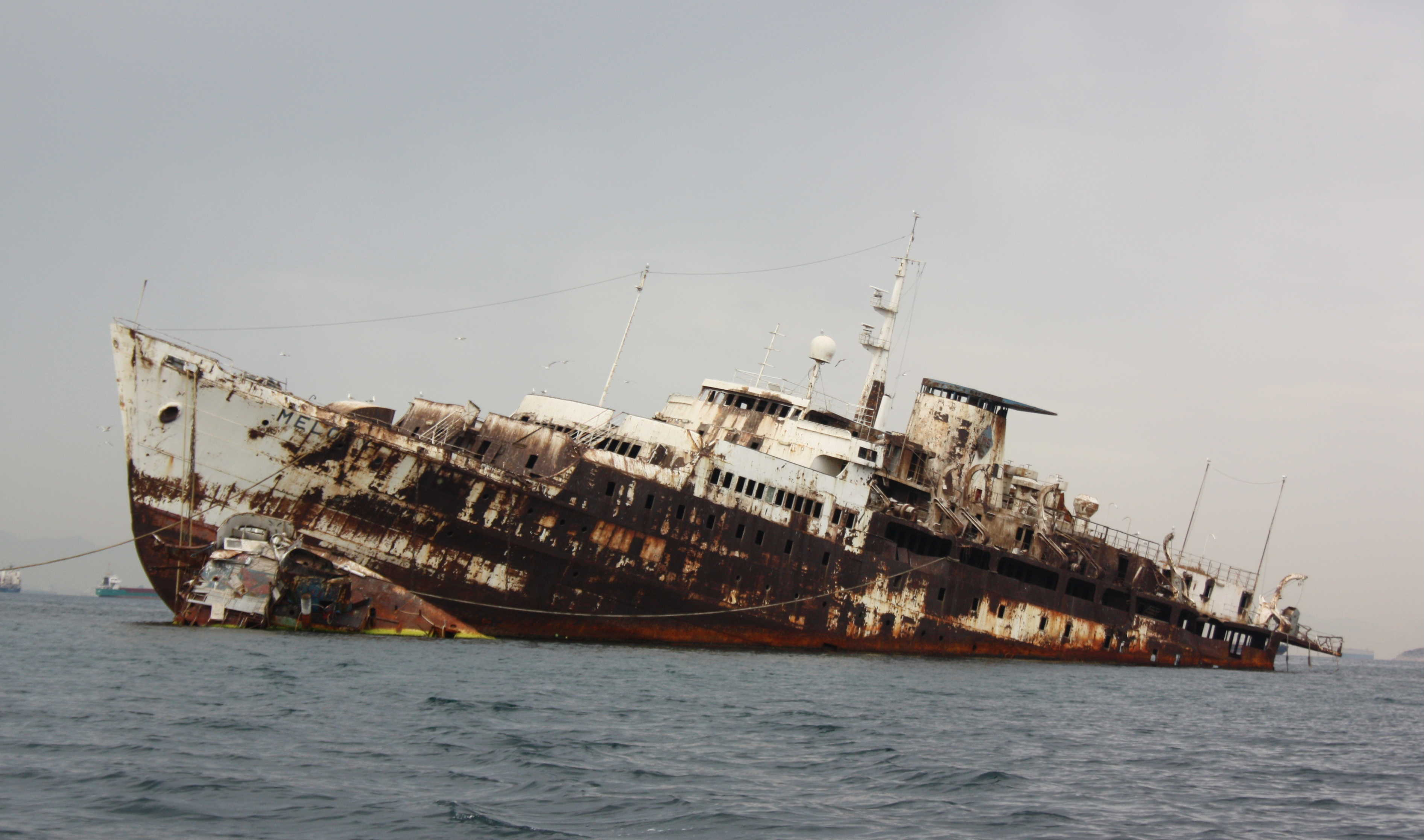
Das Wrack der Melody im Jahr 2009

1970 wurde das Schiff an Spyros Bilinis in Piräus verkauft und in Phoenix umbenannt. 1979 wurde sie schließlich an Athens Marine Cruises weiterverkauft. Sie erhielt den Namen Melody. 1986 wurde sie von der Hellenic Industrial Development Bank gepfändet und 1990 an Cougar Shipping Co. weiterverkauft. Es wurde in eine Schiffswerft in Keratsini gebracht. Am 6. Juli 1990 brach bei den Renovierungsarbeiten ein Feuer aus. Daraufhin schleppte man es zur Insel Atalanti und setzte es dort am 7. Juli 1990 auf Grund. Seit 2009 wird das Schiff an Ort und Stelle abgebrochen. Das um 2000 daneben gestrandete Frachtschiff Nadine wurde bereits komplett abgebrochen und abtransportiert.